# Epidemia de encefalite letárgica de 1919–1930
 A epidemia de encefalite letárgica aconteceu durante 1918 até 1930. A causa ainda é desconhecida, embora já tenha sido atribuída à coincidência da epidemia de gripe espanhola, as pesquisas modernas contestaram esta afirmação. A mortalidade chegou a 20% 

## Plano de Fundo
A encefalite letárgica é uma síndrome neurológica que causa letargia, rosto “parecidos com máscaras”, sangue excessivo nas meninges e outros sintomas neurológicos. Oficialmente reconhecida em 1917, acredita-se que tenha existido há muito mais tempo na história da humanidade. Sabe-se que causa a doença de parkinson.

## Linha do tempo
O neurologista Constantin von Economo publicou um artigo em abril de 1917 sobre alguns casos que diagnosticou entre 1916 e 1917. Esses pacientes, apesar dos diagnósticos anteriores, apresentavam um padrão semelhante de sintomas. Isso o levou a sugerir uma nova doença, que chamou de Encefalite letárgica. Já na França, o médico responsável pela descoberta da mesma foi René Cruchet quando o mesmo deparou-se com padrões semelhantes. Após a publicação dos dois relatórios médicos, foram notificados muitos mais casos semelhantes, primeiramente na Europa e depoispor todo o globo. A epidemia atingiu seu pico entre 1920 e 1929, com cerca de um milhão de pessoas diagnosticadas com encefalite letárgica durante o período epidêmico relatado.

## Causas
As causas que ocasiona a encefalite letárgica ainda são desconhecidas da ciência moderna. Embora a ligação com a epidemia de gripe espanhola seja frequentemente realizada, o surto de encefalite começou um pouco antes dos primeiros casos documentados da gripe espanhola.

## Consequências
Após o declínio da epidemia, foram notificados muitos casos de parkinsonismo pós-encefalítico. Esta condição era distinta da doença de Parkinson, pois ocorre em pacientes mais jovens do que a doença de Parkinson típica e não possui os "tremores" da doença de Parkinson.